# Гэмбел, Уильям
Уильям Гэмбел (1823—1849) — американский натуралист, орнитолог и ботаник из Филадельфии.

## Биография
Отец учёного эмигрировал из Северной Ирландии и участвовал в войне 1812 года. После смерти первой жены он вступил в брак с матерью Уильяма. Кроме сына у них родились две дочери. Отец Уильяма скончался от пневмонии.
Будучи еще юношей, близко сотрудничал с известным натуралистом Томасом Наттоллом. В возрасте восемнадцати лет по суше добрался до Калифорнии и стал первым ботаником, работавшим в некоторых её областях.
Будучи врачом, заразился тифом и скончался.
В честь учёного назван род ящериц Gambelia.